# 梁耀
梁耀（1911年—1981年），男，直隶（今河北）定县人，中华人民共和国政治人物，曾任中华人民共和国商业部副部长，第三、四、五届全国政协委员。